# ادوارد دیلان (هنرپیشه)
ادوارد دیلان (انگلیسی: Edward Dillon؛ ۱ ژانویهٔ ۱۸۷۹ – ۱۱ ژوئیهٔ ۱۹۳۳) کارگردان اهل ایالات متحده آمریکا بود. از فیلم‌هایی که وی در آن نقش داشته است، می‌توان به قهقه‌های مینی و چاقالو، شات‌گان‌های لگدپران، روز یونس‌وار چاقالو، یک قهرمان بی‌عرضه، بانگی از ژرفنا، نوای برادوی و محتکر گندم اشاره کرد.